# Rusafa (Síria)
Rusafa (em latim: الرصافة‎‎; romaniz.: Ruṣāfa), também conhecida como Rassafa (Rassafah), Rosafa (Rosafah) e Resafi, é uma vila síria situada no subdepartamento de Massiafe a oeste de Hama e aproximadamente 10 quilômetros a sudoeste de Massiafe. Segundo o Departamento Central de Estatísticas, Rusafa tinha uma população de 1 608 indivíduos no censo de 2004. Seus habitantes são predominantemente alauítas. É o sítio duma antiga fortaleza ismaelita.

## Fortaleza
No canto norte da vila está a Fortaleza de Rusafa, ela própria situada numa colina 60 mais alta que a vila. A fortaleza está amplamente preservada, mas está coberta majoritariamente por árvores e vegetação. No período medieval, atuou como uma fortaleza subsidiária do principal centro ismaelita em Massiafe. Em sua maior extensão, mede aproximadamente 75 por 30 metros e tem um formato oval. A fortaleza foi construída com pedras de pedreiras locais e consiste em três andares.
A entrada na seção noroeste da fortaleza é guardada por uma torre. Os muros exteriores são dominados por galerias e câmaras, que presumivelmente operaram como ameias. O nível mais baixo consiste em várias salas de armazenamento, algumas das quais foram construídas a 20 metros de profundidade no chão. A área média de Rusafa é marcada pela presença extensiva de salas abobadadas. Embora arruinadas, as torres centrais "são ainda altas" segundo Peter Willey.

## História
Rusafa foi tomada pelos ismaelitas nizaritas em torno de 1140 junto com outras fortalezas na sua vizinhança, nomeadamente Massiafe, Cauabi, Manica e Culaia. A fortaleza foi reconstruída pelo da'i (chefe) ismaelista Raxide Adim Sinam na década de 1160. É possível que havia outra fortaleza no sítio antes da conquista ismaelita. Em maio de 1271, o sultão mameluco Baibars (r. 1260–1277) sitiou e capturou Rusafa dos ismaelitas. Em meados da década de 1960, Rusafa era uma pequena vila que continha um antigo cã (caravançarai).

## Gallery

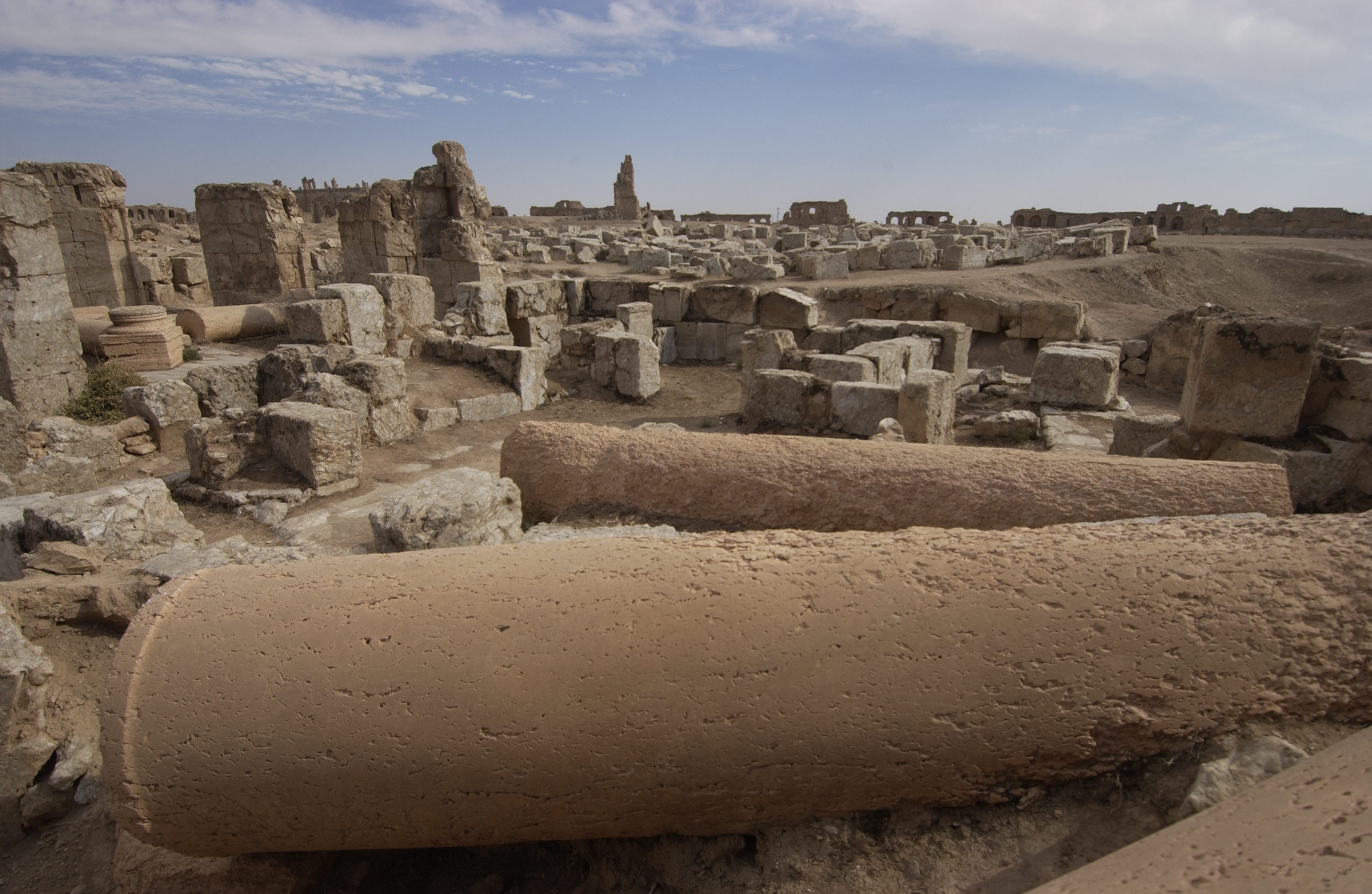
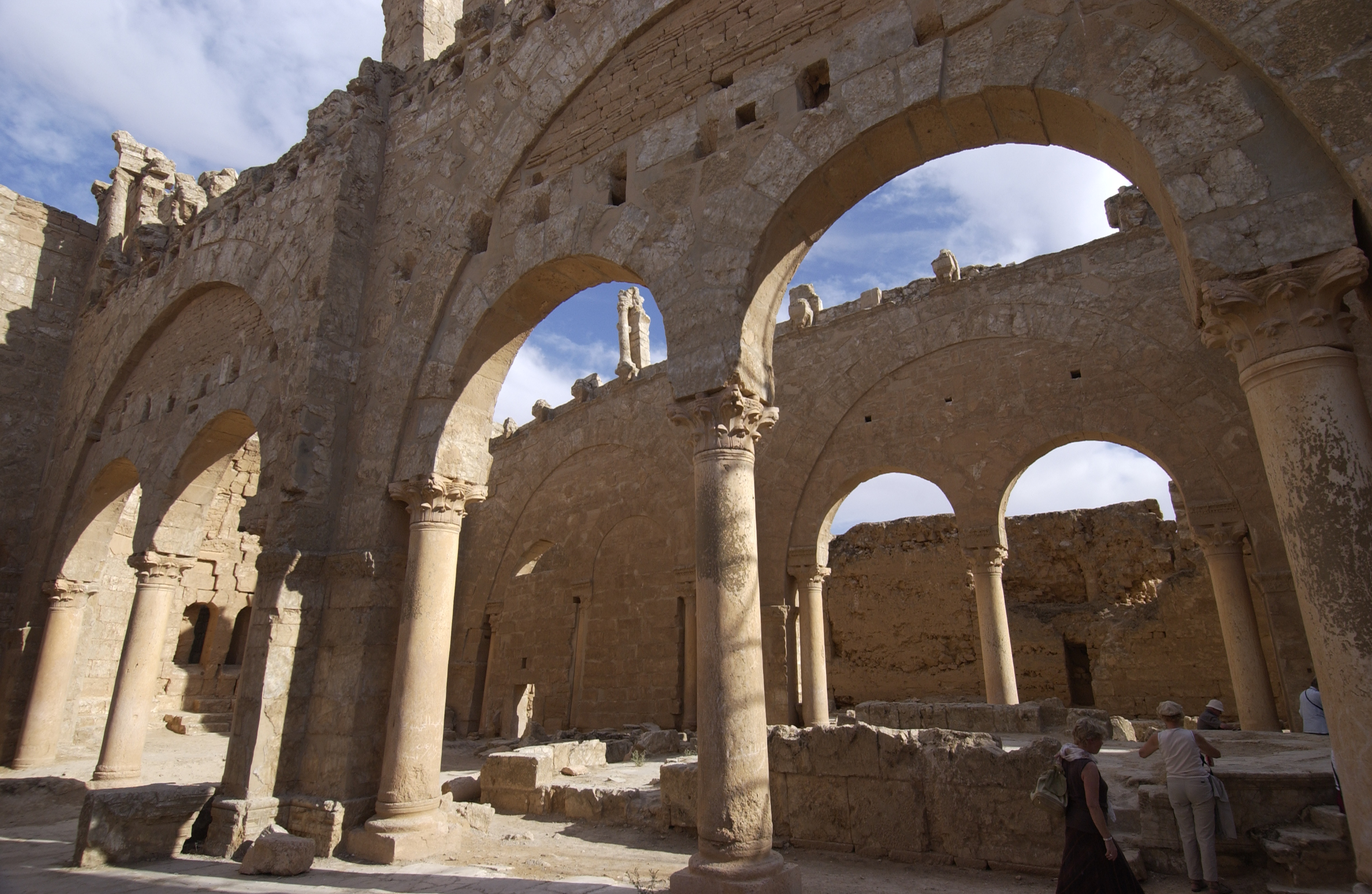
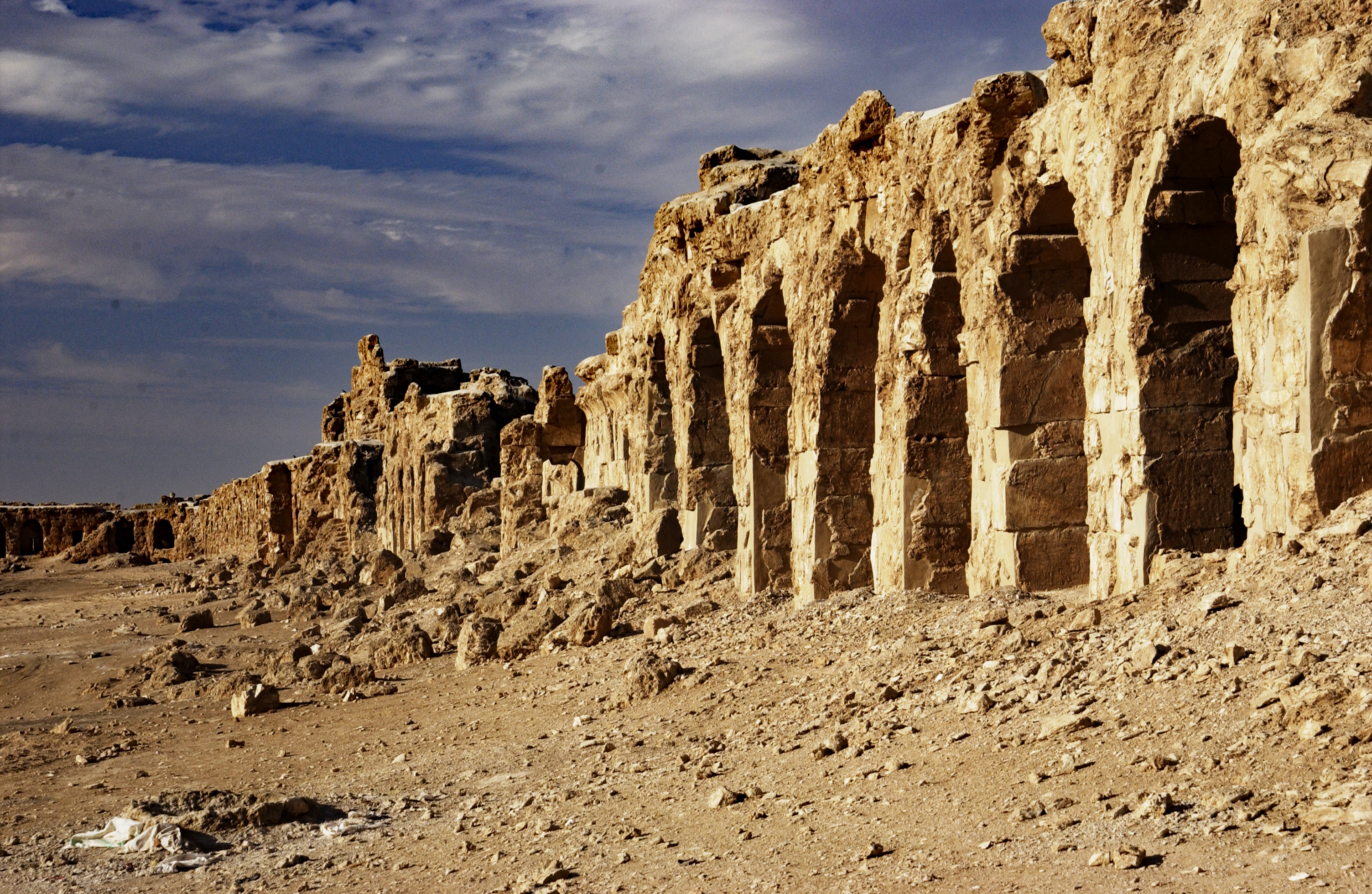
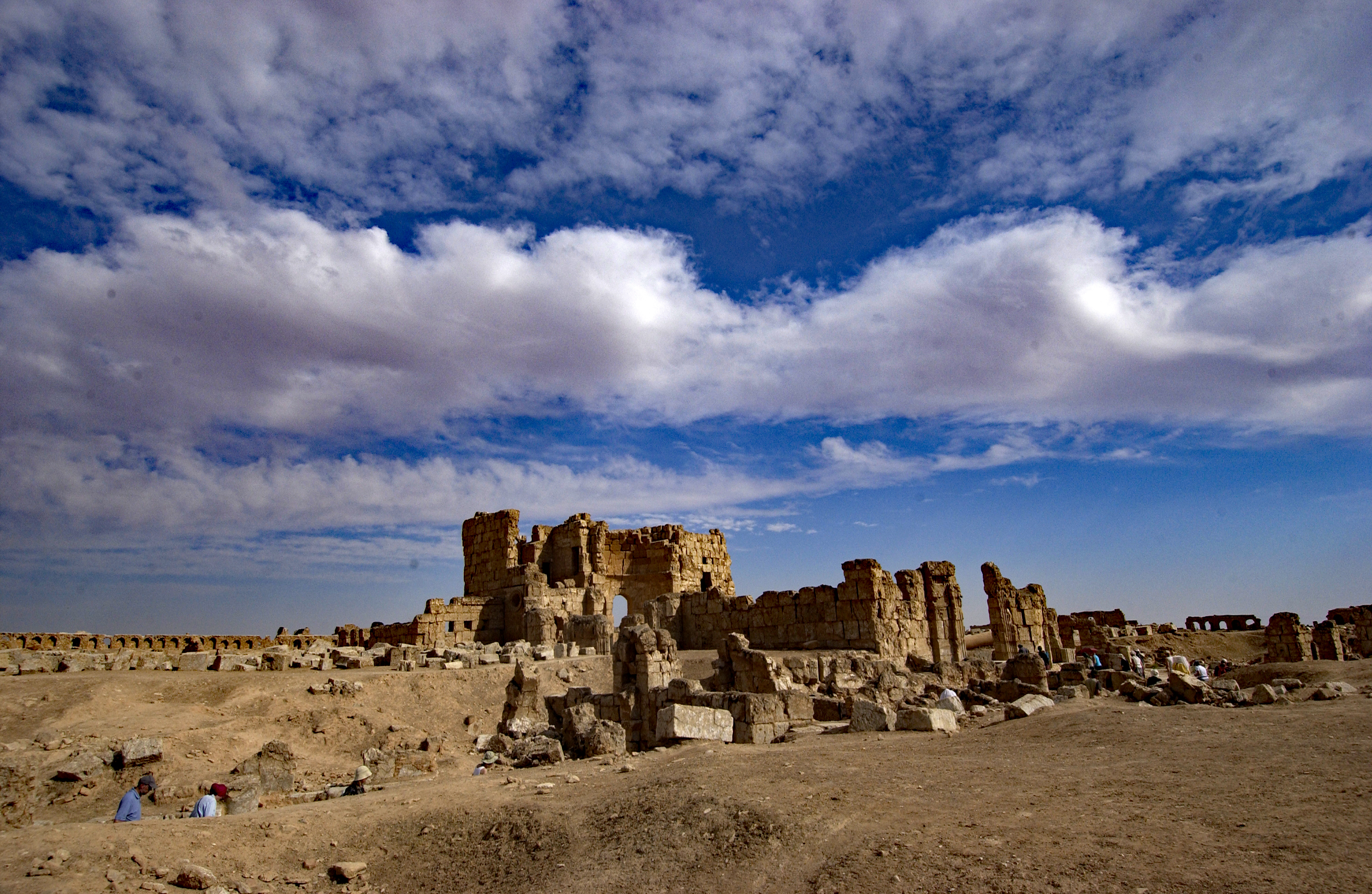